# Roger Thull
Roger Thull (nascido em 22 de maio de 1939) é um ex-ciclista luxemburguês. Participou nos Jogos Olímpicos de 1960, realizados na cidade de Roma, Itália, onde terminou em 51º na prova de estrada.